# Garot Cut
Garot Cut is een bestuurslaag in het regentschap Pidie van de provincie Atjeh, Indonesië. Garot Cut telt 1260 inwoners (volkstelling 2010).